# ビショップ・ハウス
座標: 北緯22度16分48.15秒 東経114度9分21.64秒 / 北緯22.2800417度 東経114.1560111度

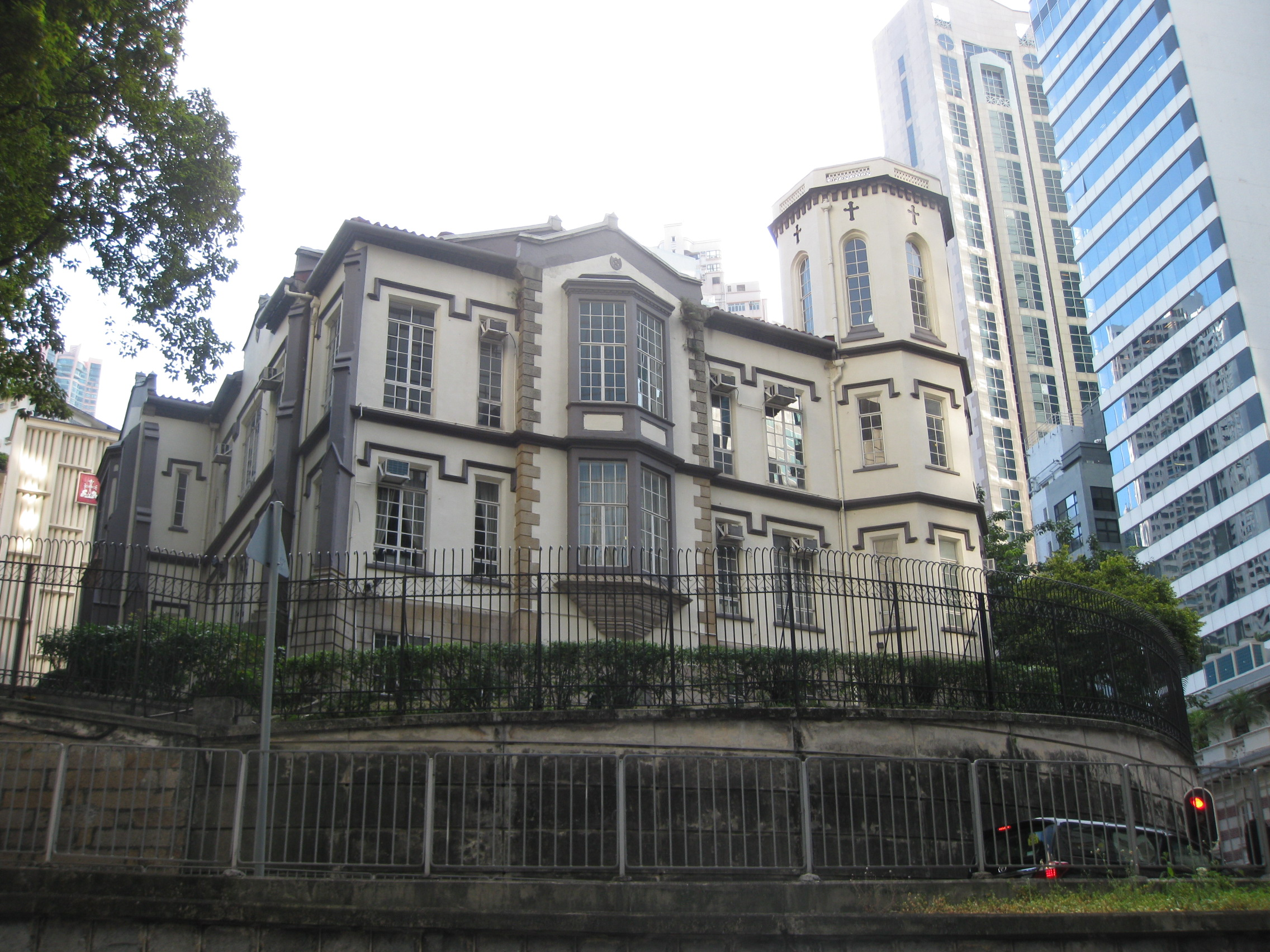
ビショップ・ハウス

ビショップ・ハウス（英語: Bishop's House、中国語: 會督府）は香港聖公会の歴史建築である。香港島中環（セントラル）にあり、香港一級歴史建築である。
ビショップ・ハウスは香港初期の西洋式建築であり、香港礼賓府よりも歴史が古い。三階建てでチューダー様式の古典主義建築である。